# Sofie Junge Pedersen
Sofie Junge Pedersen (* 24. April 1992 in Aarhus) ist eine dänische Fußballspielerin. Sie Spielt für UD Levante und seit 2011 für die dänische Nationalmannschaft.

## Vereine
Pedersen begann mit sieben Jahren mit dem Fußballspielen. Im Alter von 15 Jahren wechselte sie zum IK Skovbakken in ihrer Heimatstadt. Mit der Mannschaft gewann sie 2009 den Pokal. In der Meisterschaft waren aber Fortuna Hjørring und Brøndby IF die dominierenden Mannschaften, so dass es zumeist nur zu dritten Plätzen reichte. 2012 wechselte sie dann zu Fortuna Hjørring und gewann dort 2014 die dänische Meisterschaft. 2015 wechselte sie in die Damallsvenskan zum FC Rosengård. Dort kam sie in ihrer ersten Saison zu drei Einsätze, konnte 2016 aber aufgrund einer Gehirnerschütterung kein Spiel bestreiten. In der noch laufenden Saison 2017 brachte sie es auf drei Ligaspiele. Am 26. Juni 2017 wurde sie vor dem Spiel gegen LB07 offiziell verabschiedet.
In der Saison 2017/18 spielte sie in Spanien für UD Levante in die Primera División. Danach gin es wieder nach Schweden, wo sie die zweite Hälfte der schwedischen Saison für Vittsjö GIK spielte. Anfang 2019 gin es wieder in südliche Richtung, diesmal nach Italien zu Juventus Turin, wo sie in der zweiten Saisonhälfte mithalf die Meisterschaft und den Pokal zu gewinnen.
Auf europäischer Ebene war sie 2012 mit Fortuna direkt für das Sechzehntelfinale der UEFA Women’s Champions League 2012/13 qualifiziert. Hier trafen sie auf den schottischen Rekordmeister Glasgow City LFC. Nach einem 2:1 in Glasgow reichte ein torloses Remis im Heimspiel um das Achtelfinale zu erreichen. Dort trafen sie auf den schwedischen Pokalsieger Kopparbergs/Göteborg FC. Nach einem 1:1 im Heimspiel verloren sie in Schweden mit 2:3, wobei sie das letzte Tor und damit ihr erstes CL-Tor erzielte.
Auch die Saison 2013/14 endete für Fortuna bereits im Achtelfinale. Und wieder war es eine schwedische Mannschaft, diesmal Tyresö FF gegen das mit 1:2 und 0:4 verloren wurde.
Der schwedische Achtelfinal-Fluch hielt auch in der folgenden Saison an, diesmal verloren sie mit 1:2 und 0:2 gegen den FC Rosengård, bei dem u. a. die deutsche Nationalspielerin Anja Mittag und die ehemalige brasilianische Weltfußballerin Marta spielten und je ein Tor gegen die Däninnen schossen. Immerhin konnte Pedersen bei der 1:2-Auswärtsniederlage zwischenzeitlich ausgleichen. Dies machte bei den Schwedinnen so viel Eindruck, dass sie Pedersen 2015 als Ersatz für Anja Mittag verpflichteten, die zu Paris Saint-Germain wechselte.
Für Rosengård kam sie dann in der Saison 2015/16 zu vier Einsätzen im Sechzehntel- und Achtelfinale. Ihre Mannschaft schied dann aber im Viertelfinale aus, in dem sie nicht eingesetzt wurde. Ihren nächsten Einsatz hatte sie erst im Achtelfinale der UEFA Women’s Champions League 2016/17, als sie im Rückspiel gegen Slavia Prag in der 77. Minute eingewechselt wurde. Im Viertelfinalhinspiel, das mit 0:1 gegen den FC Barcelona verloren wurde, stand sie dann in der Startelf, wurde aber nach 66 Minuten ausgewechselt. Im Rückspiel, das mit 0:2 verloren wurde, wurde sie dagegen nach 78 Minuten für Anita Asante eingewechselt, die im Hinspiel für Pedersen eingewechselt worden war.
Mit Juve scheiterte sie in der UEFA Women’s Champions League 2019/20 im Sechzehntelfinale durch zwei Niederlagen am FC Barcelona und 2020/21 an Titelverteidiger Olympique Lyon, wobei sie aber nicht zum Einsatz kam. Als Meister der Saison 2020/21 musste Juve in die Qualifikation für die UEFA Women’s Champions League 2021/22. Mit Siegen gegen FK Sasa (12:0), SKN St. Pölten (4:1) und KS Vllaznia Shkodra (2:0 und 1:0) qualifizierten sie sich für die erstmals ausgetragene Gruppenphase. Hier belegten sie punktgleich mit dem VfL Wolfsburg und Vorjahresfinalist Chelsea FC Women aufgrund der besseren Tordifferen den zweiten Platz und erreichten das Viertelfinale, wo sie auf Rekordsieger Olympique Lyon trafen. Nach einem 2:1-Heimsieg verloren sie in Lyon mit 1:3 und schieden aus. Hätten sie das Finale erreicht, hätten sie ein Heimspiel gehabt. Pedersen kam in je drei Qualifikations- und Gruppenspielen sowie den beiden Viertelfinalspielen zum Einsatz.
Die Qualifikation zur UEFA Women’s Champions League 2022/23 überstanden sie auch wieder erfolgreich, schieden dann aber in der Gruppenphase als Gruppendritter hinter dem Arsenal Women FC und Lyon aus. Den Sprung ins Viertelfinale verpassten sie durch ein torloses Remis im letzten Spiel in Lyon. Mit einem Sieg wären sie an Lyon vorbei auf den zweiten Platz gezogen. Pedersen wurde in den vier Qualifikations- und den sechs Gruppenspielen eingesetzt.
Im Juli 2023 gab sie bekannt nach Inter Mailand zu wechseln. Sie verhalf Inter, sich zum ersten Mal in der Vereinsgeschichte für die UEFA Women’s Champions League zu qualifizieren. In Juni 2025 gab sie bekannt, dass sie den Verein nach zwei Jahren verlassen wird und nach Levante zurückkehren wird.

## Nationalmannschaften
Am 2. Juli 2007 hatte sie ihren ersten Einsatz in der dänischen U-17-Mannschaft beim Nordic Cup 2007, bei dem sie den siebten Platz belegten. Im Spiel um Platz 7, ihrem dritten Länderspiel, erzielte sie auch ihr erstes Länderspieltor. Danach folgten drei Einsätze im August in der dänischen U-16-Mannschaft bei einem Turnier in Deutschland. Im Oktober 2007 und März 2008 nahm sie dann mit der U-17-Mannschaft an den beiden Qualifikationsrunden für die U-17-EM 2008 teil, die die Däninnen erfolgreich abschlossen. Bei der Endrunde kam sie aber nicht zum Einsatz. Bereits durch die Endrundenteilnahme waren die Däninnen für die U-17-Fußball-Weltmeisterschaft der Frauen 2008 in Neuseeland qualifiziert. Dort wurde sie in den vier Spielen eingesetzt, die Dänemark zunächst den Gruppensieg in der Vorrunde, dann aber das Achtelfinalaus gegen Nordkorea brachten. Das Spiel am 8. November 2008 gegen Nordkorea war dann auch ihr letztes Spiel für die U-17-Mannschaft.
Ab März 2009 spielte sie dann für die U-19-Mannschaft, zunächst bei einem Turnier in La Manga, Spanien und dann erfolglos in der Qualifikation für die U-19-Fußball-Europameisterschaft der Frauen 2009. Auch für die U-19-EM 2010 und 2011 konnte sie sich mit der Mannschaft nicht qualifizieren. Mit einem 3:0-Sieg gegen die Französinnen am 31. März 2011 in der Qualifikation für die U-19-EM 2011, bei dem sie das zweite Tor erzielte, endete ihre Zeit als Juniorennationalspielerin mit 19 bzw. 25 offiziellen Spielen für die U-17- bzw. U-19-Mannschaften. Durch den Sieg wurden sie vor den Französinnen Gruppenzweite, verpassten aber als viertbester Gruppenzweiter die Endrunde. Am 15. September 2011 bestritt sie dann noch ihr einziges Spiel bzw. eine Halbzeit für die U-23-Mannschaft, das mit 0:6 gegen Norwegen verloren wurde.
Am 8. Dezember 2011 hatte sie dann ihren ersten Einsatz in der A-Nationalelf, als sie beim
Vier-Nationen-Turnier in Brasilien gegen Chile in der 76. Minute beim Stand von 1:0 für Nanna Christiansen eingewechselt wurde und elf Minuten später das zwischenzeitliche 3:0 mit ihrem ersten A-Länderspieltor erzielte. Beim abschließenden Gruppenspiel gegen Gastgeber Brasilien stand sie dann in der Startelf, wurde aber in der 65. Minute ausgewechselt. 13 Minuten später gelang Sanne Troelsgaard Nielsen das einzige Tor des Spiels, wodurch die Däninnen erstmals gegen Brasilien gewannen. Das Finale gegen Brasilien, bei dem sie nicht zum Einsatz kam, verloren sie dann aber mit 1:2. Danach musste sie zehn Monate auf ihr nächstes Länderspiel warten: Am 19. September 2012 wurde sie beim 2:0 im letzten Spiel der Qualifikation für die EM 2013 gegen Portugal zwei Minuten vor dem Spielende eingewechselt. Die Däninnen verdrängten damit die Österreicherinnen, gegen die sie vier Tage zuvor erstmals verloren hatten, noch von der Tabellenspitze und qualifizierten sich für die EM-Endrunde.
Es folgte die erneute Teilnahm am Vier-Nationen-Turnier 2012 in Brasilien, bei dem die Däninnen wieder den zweiten Platz belegten, und im Frühjahr 2013 die erste Teilnahme am Algarve-Cup. Bei der EM-Endrunde spielte sie jeweils die erste Halbzeit im Eröffnungsspiel gegen Schweden und im zweiten Gruppenspiel gegen Italien. In der K.-o.-Runde, in der sie bis ins Halbfinale vorstießen und dort erst im Elfmeterschießen an Norwegen scheiterten, kam sie aber nicht zum Einsatz.
In der erfolglos verlaufenen Qualifikation für die WM 2015, in die sie aufgrund der Leistungen bei der EM als Gruppenfavorit gegangen waren, aber letztlich hinter der Schweiz, die sich erstmals qualifizieren konnte, und Island nur den dritten Platz belegte, kam sie zu neun Einsätzen. Es folgten drei Einsätze in der erfolgreich verlaufenden Qualifikation für die EM 2017. 2016 blieb sie aufgrund der Gehirnerschütterung ohne Spiel, wurde aber im Februar 2017 für den Algarve-Cup nominiert. Dort kam sie zwar nicht zum Einsatz, im Juni wurde sie aber für die EM-Endrunde 2017 nominiert und kam in zwei Vorbereitungsspielen zum Einsatz. Bei der Endrunde wurde sie erstmals im Halbfinale gegen Österreich eingewechselt. Als es nach 120 Minuten 0:0 stand, kam es zum Elfmeterschießen. Nachdem zwei ihrer Mitspielerinnen ihren Elfmeter verwandeln konnten, trat sie an, konnte ihren Elfmeter aber nicht verwandeln. Da die folgende Mitspielerin es aber besser machte und drei Österreicherinnen verschossen, standen die Däninnen erstmals im Finale eines großen offiziellen Fußballturniers. Hier trafen sie auf die Gastgeberinnen und Pedersen gehörte zur Startelf. Sie wurde aber in der 82. Minute beim Stand von 2:3 ausgewechselt. Sieben Minuten später konnten die Niederländerinnen dann noch ein Tor nachlegen und den Däninnen blieb der zweite Platz.
In der Qualifikation für die WM 2019 hatte sie zwei 90-minütige Einsätze in den ersten beiden ausgetragenen Qualifikationsspielen. Sie kam dann auch Anfang 2018 noch bei einem Freundschaftsspiel gegen Weltmeister USA und zwei Spielen des Algarve-Cup 2018 zum Einsatz, dann aber erst wieder in den Playoffspielen gegen die Niederlande, die beide verloren wurden, wodurch die WM verpasst wurde. In der erfolgreichen Qualifikation zur EM 2022 hatte sie sieben Einsätze und erzielte ein Tor. In den ersten acht Spielen der laufenden Qualifikation für die WM 2023 wurde sie immer eingesetzt. Nach dem Ausschluss der Russinnen wegen des völkerrechtswidrigen russischen Überfalls auf die Ukraine stehen die Däninnen vorzeitig als WM-Teilnehmerinnen fest, an der sie zuletzt 2007 teilnahmen.
Am 16. Juni wurde sie für die EM-Endrunde nominiert. Bei der EM wurde sie in den drei Gruppenspielen eingesetzt. Nach Niederlagen gegen Deutschland und Spanien sowie einem Sieg gegen Finnland schieden die Däninnen als Gruppendritte aus.
Am 30. Juni 2023 wurde sie für die WM-Endrunde in Australien und Neuseeland nominiert. Am 15. Juli 2023 wurde sie verletzungsbedingt durch Sara Thrige Andersen ersetzt.

## Erfolge

### Vereine
IK Skovbakken
- 2009: Dänische Pokalsiegerin

Fortuna Hjørring
- 2014: Dänische Meisterin

FC  Rosengård
- 2015: Schwedische Meisterin
- 2016: Schwedische Pokalsiegerin (ohne Finaleinsatz)
- 2016: Schwedische Supercupsiegerin (ohne Einsatz)

Juventus Turin
- Italienische Meisterin: 2019, 2020, 2021, 2022

- Italienische Pokalsiegerin: 2019, 2022, 2023

- Italienische Supercupsiegerin: 2019, 2021, 2022

### Nationalmannschaft
- Vize-Europameisterin: 2017 (zwei Einsätze)